# لودلزن
لودلزن (به آلمانی: Lüdelsen) یک منطقهٔ مسکونی در آلمان است که در یوبار واقع شده‌است.
 لودلزن  ۲۷۶ نفر جمعیت دارد.